# Ludwig Zwieback & Bruder

Warenhaus Zwieback um 1910, Portal von Friedrich Ohmann

Ludwig Zwieback & Bruder war während der k.u.k.-Monarchie ein bedeutendes Wiener Bekleidungsgeschäft in der Kärntner Straße 11/15, Ecke Weihburggasse.

## Geschichte

Ludwig Zwieback

1877 gründeten Ludwig, Samuel und Emanuel Zwieback, drei Brüder aus Bonyhád in Ungarn, ein Bekleidungsgeschäft in Wien namens „Ludwig Zwieback & Co. Bruder“. Zu dieser Zeit war Ludwig 33 Jahre, Emmanuel 27 und Samuel 34 alt. Dieses Geschäft befand sich wahrscheinlich im 7. Bezirk, in der Mariahilfer Straße 111, Ecke Webgasse. Das Geschäft war erfolgreich; 1895 errichtete man ein 8-stöckiges Kaufhaus für die gehobene Kundschaft in der Kärntner Straße 11/15, Ecke Weihburggasse im 1. Bezirk. Das von Friedrich Schön (1857–1941) entworfene Gebäude war elegant gestaltet. Auf drei Etagen wurden Ausstellungsräume für die Kunden eingerichtet, eine ovale Treppe führte zu allen Etagen.
Emanuel starb 1905 im Alter von 55 und Ludwig 1906 im Alter von 62 Jahren. Samuel Zwieback führte das Geschäft bis etwa 1910 weiter. Eine Filiale des Unternehmens befand sich in London am Piccadilly Circus. Zu dieser Zeit übergab Samuel das Geschäft an seine beiden Söhne Josef, 34 Jahre, und Siegfried, 31 Jahre alt. Viel später trat Samuels jüngster Sohn Eugen (* 1900) in das Geschäft ein.
Jacques Fleischhacker war Filialleiter († Jänner 1915).
Samuel Zwieback, der letzte der Gründer, starb 1929 im Alter von 86 Jahren. Das Geschäft auf der Mariahilfer Straße 111 wurde etwa 1925 in „Josef Zwieback & Bruder“ umbenannt. Es wurde 1932 wegen finanzieller Schwierigkeiten geschlossen.
Nach dem Tod ihres Vaters Ludwig Zwieback erbte Ella Zirner-Zwieback (1878–1970) die wesentlichen Teile des Unternehmens in der Kärntner Straße 11/15. Im Jahre 1933 mieteten drei Husaren-Offiziere unter Federführung von Paul Graf Palffy den Teil der Immobilie in der Weihburggasse 4 (neben dem Zwieback-Modegeschäft) und gründeten das Restaurant Zu den Drei Husaren. Zuvor war der Betrieb von Ella Zirner-Zwieback als Kaffeehaus geführt worden. 
Nach dem Einmarsch der Nazis und dem Anschluss Österreichs 1938 an Hitler-Deutschland wurde sie zur Aufgabe der Konzession gedrängt, und die gesamte Liegenschaft zwangsarisiert. Sie verließ Wien 1938 mit ihrem Sohn Ludwig Zirner und lebte bis zu ihrem Tod 1970 im Alter von 91 Jahren in New York City. Das Restaurant wurde Otto Horcher übertragen, einem Gastwirt aus Berlin. 
Nach dem Krieg klagten Ella Zirner-Zwieback und ihr Sohn Ludwig gegen die Republik um Restitution. Sie erhielten zwar 1951 das Geschäft an der Kärntner Straße zurück, aber nicht den Rest des Eigentums. 1957 verkauften sie, was übriggeblieben war. Der Enkel, der US-amerikanisch-österreichische Schauspieler August Zirner, hatte 2010 die Enteignung des Familieneigentums in einem Interview mit der Zeitschrift Profil publik gemacht.
Das Wien Museum veranstaltete 2001–2002 die Ausstellung High-Fashion von Kopf bis Fuß, 1750-2001, in der auch Kleidung vom Hause Zwieback ausgestellt wurde. 2017–18 baute Apple die drei Stockwerke des vormaligen Geschäfts der Familie Zwieback zum ersten Apple Store Österreichs um.

## Bildergalerie

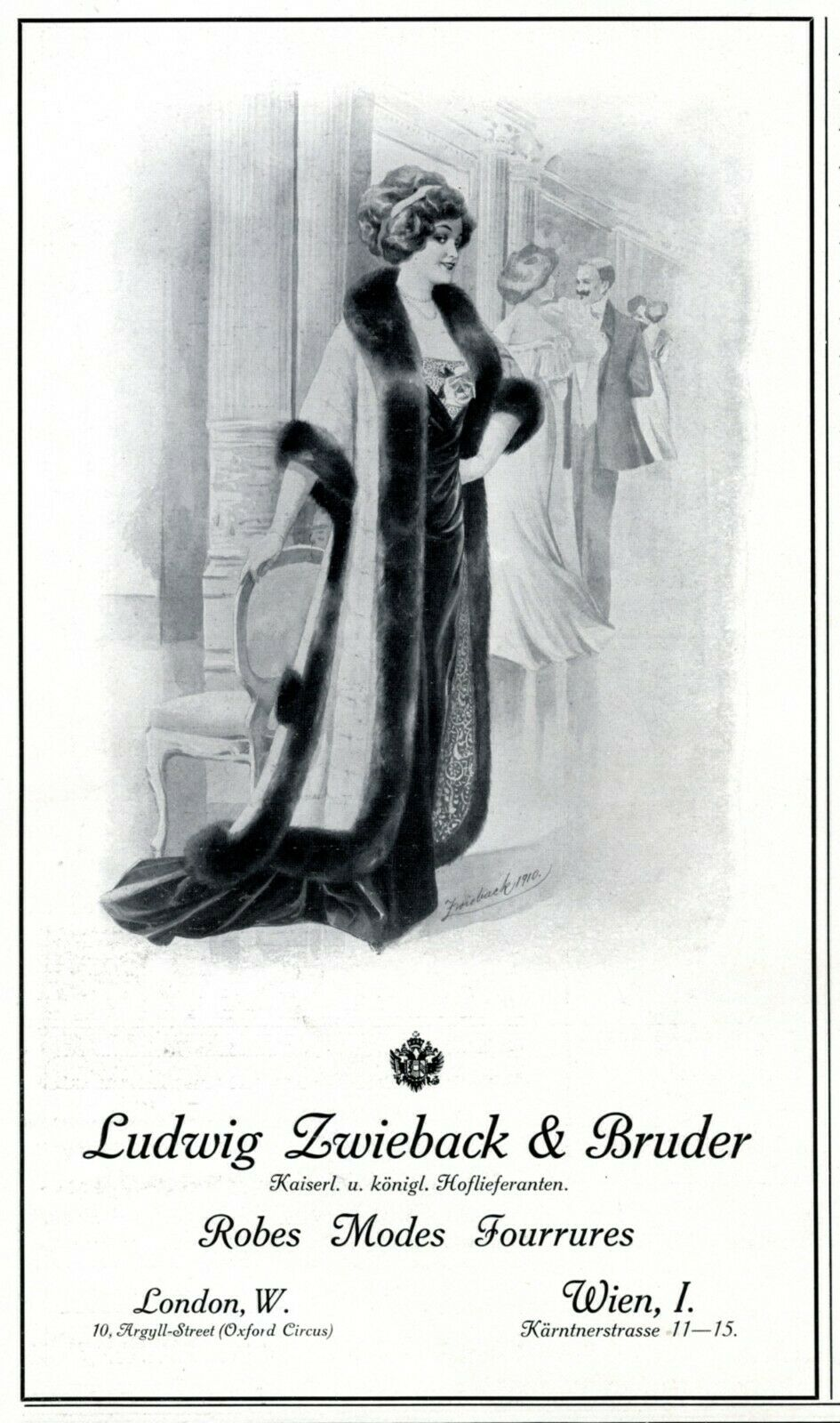
Ludwig Zwieback & Bruder London und Wien (Anzeige, 1910)
Innenansicht des Warenhauses Zwieback
Innenansicht vom Warenhaus Zwieback
Innenansicht vom Warenhaus Zwieback
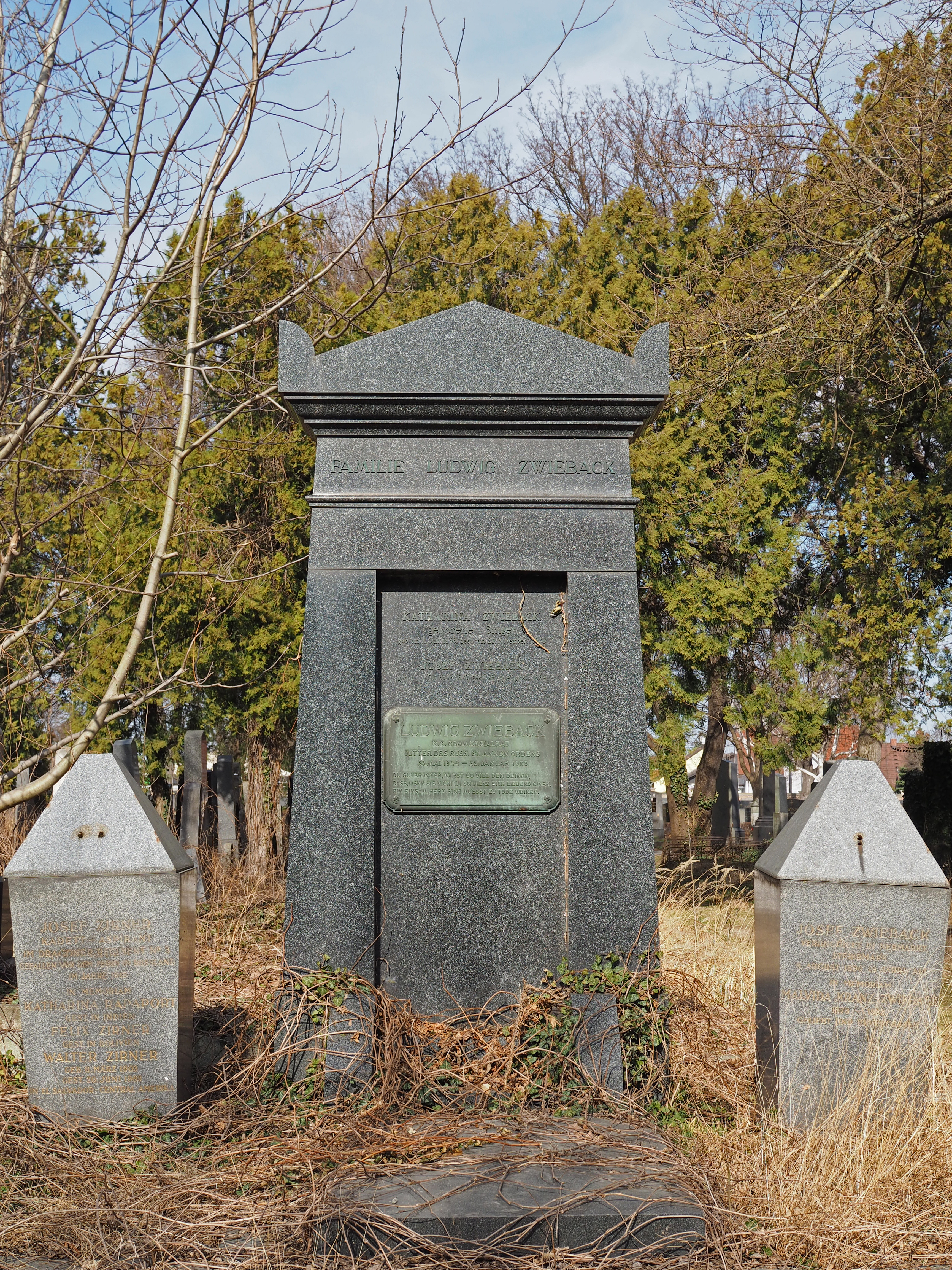
Grab von Ludwig Zwieback im alten israelitischen Teil des Wiener Zentralfriedhofes